# Aquadeo
Aquadeo est une communauté située dans la province de Saskatchewan, dans le centre-ouest.